# Phyllanthus leytensis
Phyllanthus leytensis là một loài thực vật có hoa trong họ Diệp hạ châu. Loài này được Elmer miêu tả khoa học đầu tiên năm 1908.